# Disease Is Punishment
Disease Is Punishment es un DVD en vivo en donde aparecen canciones del primer disco de "The Network", Money Money 2020.
es un concierto DVD en vivo del grupo de New wave y Punk Rock "The Network" que corresponde a su álbum de estudio debut Money Money 2020.
Originalmente se había pensado solo en hacer un álbum CD en vivo, pero después de los rumores de las coincidencias entre las características de la agrupación y de los miembros principales de Green Day. La grabación para el DVD se hizo de su primera presentación en el "The Key Club" de Los Ángeles, California el 22 de noviembre del 2003, el título del DVD hace alusión al grupo Devo que ha sido influencia a la banda desde sus inicios, incluye todos los videos musicales que la banda había hecho para promocionar "Money Money 2020". El álbum entre canción y canción aparecen varios segmentos con imágenes de la banda, además de mensajes y elementos subliminales y perturbadores.
Entre el escenario, y también al principio del DVD aparece el Dr. Svengali que es mánager de la banda y miembro de "La iglesia de Lushotologia" (parodia de la iglesia de la scientologia) que su principal creencia es en "la total intoxicación" al parecer, esta idea es solo es una broma, aunque hubo gente creyente de las filosofías Scientologas que se sintieron ofendidas, Otro que aparece es "Balducci" (Jason White) guitarrista rítmico, que solo puede ser visto en las presentaciones en vivo, "Reto Peter" el coproductor del álbum "Money Money 2020" además de una de las canciones lleva su nombre y "Captain Underpants" (Peter Reto) que es visto en una conferencia al final del DVD concierto.

## Lista de canciones
1. "Transistors Gone Wild"
2. "Reto"
3. "Joe Robot"
4. "Money Money 2020"
5. "Love And Money"
6. "Hammer Of The Gods"
7. "Spike"
8. "Hungry Hungry Models"
9. "Supermodel Robots"
10. "Spastic Society"
11. "Right Hand-A-Rama"
12. "Roshambo"
13. "Teenagers From Mars"
14. "X-Ray Hamburger"

Videos musicales
1. "Super Model Robots"
2. "Joe Robot"
3. "Hungry Hungry Models"
4. "Love And Money"
5. "Transistors Gone Wild"

- Datos: Q5808363